# Don't Be Fooled by the Name
Don't be Fooled by the Name è il secondo album del gruppo britannico Geordie.

## Il disco
L'album è stato pubblicato nel 1974 dall'etichetta britannica Red Bus.
La copertina dell'album è stata realizzata da Mick Rock.
È stato ristampato su CD nel 1990, dall'etichetta Repertoire della Germania Occidentale: in tale occasione, sono state aggiunte 4 canzoni bonus. Le canzoni "Treat her like a lady" e "Rocking with the boys tonite" sono state registrate con la formazione Johnson, Rootham, Robson e Whittaker. 
Nel 2008 è stata pubblicata un'ulteriore versione dall'etichetta britannica 7T's records.

## Lista Tracce
1. Going down (brano tradizionale americano, riarrangiato da Brian Johnson e Vic Malcolm)
2. The House of the Rising Sun (brano tradizionale americano, riarrangiato dai Geordie)
3. So what (Malcolm)
4. Mercenary man (Malcolm)
5. Ten feet tall (Malcolm)
6. Got to know (Malcolm - Johnson)
7. Little boy (Malcolm)
8. Look at me (Malcolm)

### Tracce Bonus versione CD (1990)
1. Treat her like a lady (Johnson - Robson - Rootham)
2. Rocking with the boys tonite (Johnson - Robson - Rootham)
3. Francis was a rocker (Malcolm)
4. Red eyed lady (Malcolm)

### Tracce Bonus versione CD (2008)
1. I Can't Forget You Now (Freedman) - 3:35  (Brian Johnson single, 1975)
2. Give It Up (Johnson - Howman) - 2:56 (Brian Johnson single, 1975)

## Formazione
- Brian Johnson (voce)
- Vic Malcolm (chitarra)
- Tom Hill (basso)
- Brian Gibson (batteria)